# Isidor Gunsberg
Isidor Arthur Gunsberg (2. listopadu 1854, Pešť – 2. května 1930, Londýn) byl maďarský a později britský šachista a šachový novinář, v osmdesátých a devadesátých letech 19. století jeden z nejlepších hráčů světa.

## Počátky Gunsbergovy šachové kariéry
Gunsberg se narodil roku 1854 v Budapešti, kde jej v jedenácti letech jeho otec naučil základy šachu. Krátce poté odjel s rodiči do Paříže, kde navštěvoval šachovou kavárnu Café de la Régence. Roku 1867 se vrátil do vlasti , ale roku 1876 přesídlil do Velké Británie, kde později získal britské státní občanství. Svou šachovou kariéru zahájil jako operátor šachového pseudoautomatu Mephisto , brzy se však stal šachovým profesionálem. Jako operátor Mephista vyhrál roku 1878 turnaj v Londýně, na kterém došlo k malému skandálu, když z něho odstoupil George Alcock MacDonnell, který odmítl proti Mephistovi nastoupit, pokud nebude znát jméno jeho operátora.

## Gunsbergovy šachové úspěchy
Šachových turnajů se Gunsberg začal zúčastňovat od roku 1883 a postupně se vypracoval na jednoho z nejlepších šachistů světa. Vyhrál mezinárodní turnaje v Londýně a v Hamburku roku 1885, v Londýně roku 1887 (společně s Amosem Burnem) a roku 1888 a v Bradfordu roku 1888. V zápasech porazil roku 1886 H. E. Birda 5: 1 (=3), roku 1887 J. H. Blackburna 5: 2 (=6), roku 1888 zvítězil nad Frankem Leem1 3:0 (=2) a nad Jamesem Mortimerem3 4:0 (=1) a v roce 1889 opět nad Birdem 3:2.
Vítězství na významných mezinárodních šachových turnajích i výsledky v zápasech s předními šachovými mistry té doby umožnily Gunsbergovi pomýšlet na střetnutí s Wilhelmem Stenitzem o titul šachového mistra světa. Na turnaji při Šestém americkém šachovém kongresu roku 1889 skončil Gunsberg sice třetí za Michailem Ivanovičem Čigorinem a Maxem Weissem, ale Čigorina na turnaji dvakrát porazil. Když pak v roce 1890 v Havaně s Čigorinem remizoval 9:9 (=6), Steinitz nabídku Manhattan Chess Clubu na sehrání zápasu s Gunsbergem koncem roku 1890 v New Yorku přijal.

## Zápas o titul mistra světa
Střetnutí mezi Stenitzem a Gunsbergem začalo 9. prosince roku 1890 a skončilo 22. ledna 1891. Hrálo se na dvacet partií a o možnostech vyzývatele se hodně pochybovalo. Gunsberg však celý šachový svět do jisté míry překvapil, neboť po pěti partiích zápasu vedl 2:1 (=2). Pak se však Steinitz vzpamatoval a výbornou hrou v dalších šesti partiích otočil stav ve svůj prospěch na 4:2 (=5). Po určitém polevení, kdy začal uplatňovat určité novinky v zahájení, dovolil Steinitz Gunsbergovi snížit na 5:4 (=7), pak však přišlo definitivní rozhodnutí. Steinitz v sedmnácté partii dosáhl černými kameny remízy, osmnáctou partii bílými vyhrál a v devatenácté mu již stačilo remizovat, což se také stalo. Steinitz tedy celkově zvítězil 6:4 (=9) a opět obhájil svůj titul šachového mistra světa.

## Závěr Gunsbergovy šachové kariéry
Po prohraném zápase se Steinitzem se již Gunsbergovi na turnajích tak nedařilo:
- v Londýně roku 1892 skončil čtvrtý za Emanuelem Laskerem, J. H. Blackburnem a Jamesem Masonem,
- v Londýně roku 1900 skončil druhý společně s Jamesem Masonem (turnaj vyhrál Richard Teichmann),
- v Monte Carlu roku 1901 skončil společně s J. H. Blackburnem na sedmém až osmém místě (ze čtrnácti hráčů) a roku 1902 až desátý (z dvaceti hráčů),
- v Monte Carlu roku 1904 skončil čtvrtý ze šesti hráčů (vyhrál Géza Maróczy před Karlem Schlechterem a Frankem Marshallem),
- v Petrohradě roku 1914 skončil na posledním jedenáctém místě.

Gunsberg také dlouhodobě vedl šachovou rubriku v Daily Telegraph. Roku 1916 zažaloval Evening News pro urážku na cti kvůli tvrzení, že jeho šachová rubrika obsahuje hrubé chyby a svou při vyhrál.